# Тедеско, Джованни
Джованни Тедеско (итал. Giovanni Tedesco; род. 13 мая 1972, Палермо) — итальянский футболист, центральный полузащитник. Тренер. Брат футболистов Сальваторе Тедеско и Джакомо Тедеско.

## Карьера
Джованни Тедеско родился в Палермо. Он хотел начать карьеру в местной команде, но ему было отказано из-за слишком хрупкого телосложения. Позже он начал выступать за «Реджину», где с 1990 года стал игроком основного состава. В 1993 году Тедеско перешёл в «Фиорентину», с которой вышел в серию А, где дебютировал 4 сентября 1994 года в матче с «Кальяри». Позже Тедеско играл за клубы «Фоджа» и «Салернитана». В октябре 1998 года Тедеско перешёл в «Перуджу», где провёл шесть сезонов и получил повязку капитана команды. В 2003 году он выиграл вместе с клубом Кубок Интертото, забив гол в финале против «Вольфсбурга».
В январе 2004 года Тедеско перешёл в «Дженоа». В этом клубе он некоторое время оставался на скамье запасных, но после того, как Луиджи Де Канио сменил бывший наставник Тедеско в «Перудже», Серсе Косми, стал игроком основы клуба. В 2005 году «Дженоа» вышла в серию А, однако из-за расследования, выявившего договорные игры, клуб был отправлен в серию С1. 31 января 2006 год Тедеско оставил «Дженоа», где был капитаном команды и перешёл в «Палермо», клуб, за который он болел с детства. В своей первой игре за клуб с «Лацио» Тедеско забил гол, а его клуб выиграл 3:1; эта игра стала 500-й, проведённой хавбеком на профессиональном уровне.
Первые сезон в команде Тедеско регулярно играл и забивал за клуб. Но в сезоне 2007/08 он угодил на скамью запасных, однако продлил контракт с клубом до 30 июня 2009 года. В последующие два года Тедеско вновь оставался на скамье запасных, однако вновь продлил свой контракт, сначала до 2010, а затем до 2011 года. 12 сентября 2009 года Тедеско получил тяжёлую травму — перелом малой берцовой кости.

## Достижения

### Футболиста
- Обладатель Кубка Интертото (1): 2003
- Чемпион Серии B (1): 1993/94

### Тренера
- Обладатель Кубка Мальты: 2017/18